# Кулагина-Ярцева, Валентина Сергеевна
Валенти́на Серге́евна Кула́гина-Я́рцева (род. 4 сентября 1941, Москва, СССР) — российский переводчица

, философ

.

## Биография
Из семьи служащих. Окончила филологический факультет МГУ (1971). Научный сотрудник сектора истории антропологических учений Института философии (с 1971).
Член Союза писателей Москвы (1996).

## Переводы
Переводила с испанского, английского, польского языков таких писателей, как Хорхе Луис Борхес, Фелисберто Эрнандес, Уилки Коллинз, Алан Милн, Джон Апдайк, Эдвард Дансейни, Алан Беннетт, Чеслав Милош, Станислав Лем, Виткаций, Бруно Шульц, Адам Загаевский, Урсула Ле Гуин и др. Также переводит философскую литературу (Х.Ортега-и-Гассет, Э.Тоффлер, В.Райх, Э.Фромм).